# Franz Jung (Großdechant)

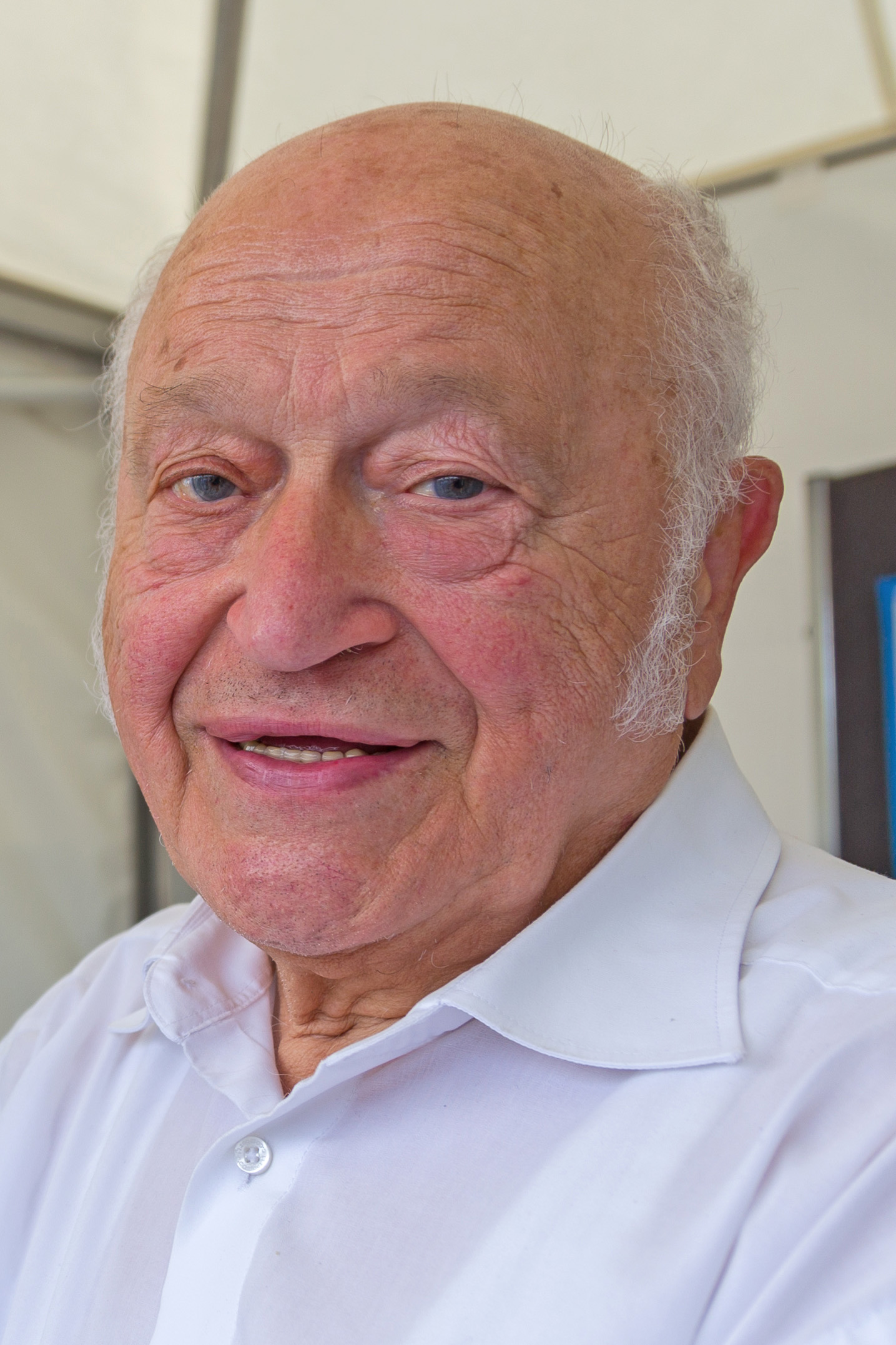
Großdechant Franz Jung 2018 auf dem 101. Deutschen Katholikentag in Münster.

Franz Jung (* 3. Dezember 1936 in Neundorf, Kreis Habelschwerdt, Provinz Niederschlesien) ist ein römisch-katholischer Geistlicher, Prälat, Apostolischer Protonotar sowie von 1983 bis 2012 Visitator für Priester und Gläubige der ehemaligen Grafschaft Glatz, die bis 1972 zum Erzbistum Prag gehörte. Seit 1983 bekleidet er als Letzter das Amt des Großdechanten.

## Leben und Werk
Franz Jung ist der Sohn eines Landwirts. Als Kleinkind zog er mit seinen Eltern nach Gläsendorf bei Mittelwalde, das als Folge des Zweiten Weltkriegs 1945 zusammen mit dem größten Teil Schlesiens an Polen fiel. Nach der Vertreibung der Deutschen 1946 gelangte die Familie Jung zunächst in das westfälische Liesborn im Kreis Warendorf. Später konnten die Eltern eine landwirtschaftliche Stelle in Lüdinghausen/Kreis Coesfeld übernehmen.
Franz Jung besuchte zunächst eine Schule in Xanten, wo der Breslauer Priester Paulus Tillmann eines seiner Internate für heimatvertriebene Schüler ins Leben gerufen hatte. Nach dem Abitur in Lüdinghausen studierte Jung Katholische Theologie an der Universität Münster. Am 29. Juni 1964 wurde er im Dom zu Münster durch Bischof Joseph Höffner zum Priester geweiht. Anschließend wirkte er als Kaplan in mehreren Gemeinden am Niederrhein, erst in Wesel (1964–1968), dann in Moers (1968–1972) und schließlich in Goch. 1976 wurde er als Pfarrer nach St. Elisabeth in Duisburg-Walsum-Vierlinden berufen. Von 1982 bis 1989 war er Diözesanpräses der Katholischen Arbeitnehmer-Bewegung (KAB) im Bistum Münster; gleichzeitig wurde er Leiter des Referates Arbeiterseelsorge im Generalvikariat und Rektor der Kapelle des Gottfried-Könzgen-Heims in Haltern am See.

## Großdechant der Grafschaft Glatz
Bereits während seines Theologiestudiums in Münster und München engagierte sich Franz Jung in der katholischen Jugendarbeit der Grafschaft Glatz. Nach dem Tod des Großdechanten Paul Sommer 1983 wurde er zu dessen Nachfolger berufen und am 22. September 1983 zum Päpstlichen Ehrenprälaten sowie zum Kanonischen Visitator für Priester und Glaube der Grafschaft Glatz und zum Mitglied der Deutschen Bischofskonferenz berufen. Es war mit dem Recht verbunden, Mitra, Krummstab und das Pektorale zu tragen und an der Deutschen Bischofskonferenz teilnehmen zu dürfen. Seit der Erneuerung der Statuten der Bischofskonferenz in Deutschland 1998 ist er nicht mehr Mitglied der Deutschen Bischofskonferenz und seit 2012 nicht mehr Visitator der Grafschaft Glatz, trägt aber weiterhin den Titel des Großdechanten. Da sowohl die Funktion des KAB-Diözesanpräses als auch das neue Visitatorenamt mit einer intensiven Reisetätigkeit verbunden waren, gab Franz Jung die Tätigkeit bei der KAB auf und übernahm im August 1989 zusätzlich zu seinen Aufgaben als Visitator die Pfarrstelle der kleinen Innenstadtgemeinde St. Aegidii in Münster und anschließend als Subsidiar in Münster-Mecklenbeck St. Anna. Zudem war er Sprecher der Visitatorenkonferenz in Deutschland und in den Jahren 2008 und 2009 zusätzlich Visitator für Priester und Gläubige aus dem Erzbistum Breslau, d. h., er war damit für alle deutschen Gläubigen aus Schlesien zuständig.
Als Großdechant nahm Prälat Franz Jung in seiner Funktion als Visitator für Priester und Gläubige aus der Grafschaft Glatz an fast allen Heimattreffen der Grafschaft Glatzer Heimatgruppen teil. In jedem Jahr organisierte er die Wallfahrt der Priester und Gläubigen aus der Grafschaft Glatz zum Marienwallfahrtsort Telgte und nach Werl in Westfalen sowie eine Buswallfahrt in die Grafschaft Glatz. In Deutschland wie in Polen organisiert er weiterhin mehrere gesellschaftliche und religiöse Treffen, an denen die ehemaligen deutschen wie die jetzigen polnischen Einwohner der Grafschaft Glatz teilnehmen, um sich auszutauschen und gemeinsam zu beten. Er pflegt auch den Kontakt zu vielen polnischen Geistlichen in der Grafschaft Glatz. Darüber hinaus gibt er seit 1999 vierteljährlich den „Rundbrief des Großdechanten“ heraus. Er setzt sich aktiv ein für die Erhaltung religiöser Baudenkmäler in der Grafschaft Glatz, unterstützt deutsch-polnische Projekte im Geiste der Verständigung und Annäherung zwischen beiden Völkern und hält sich mehrmals im Jahr in der ehemaligen Grafschaft Glatz auf.
Im Jahre 1998 brachte er den Seligsprechungsprozess von Kaplan Gerhard Hirschfelder in Gang, dem Märtyrer des Glaubens aus der Grafschaft Glatz, der 1942 sein Leben im Konzentrationslager Dachau verlor. Die Seligsprechung am 19. September 2010 im Dom zu Münster, an der auch polnische Priester aus dem Erzbistum Breslau teilnahmen, war einer der Höhepunkte im Berufsleben von Franz Jung. Seit 2. Oktober 2001 ist Franz Jung Träger des Bundesverdienstkreuzes am Bande.
Zum 17. März 2012 ist Prälat Franz Jung als Visitator aus dem aktiven Dienst verabschiedet worden. Zugleich wurde die Visitatur aufgelöst. Die Belange der Glatzer werden nun von der neuen Visitatur für die Gläubigen von ganz Schlesien (Breslau, Branitz und dem Glatzer Land) vertreten. Der in der Kirche einmalige Titel des Glatzer Großdechanten wird nicht mehr weitergegeben, Franz Jung behält ihn aber bis zum Lebensende. Prälat Jung ist der 14. Großdechant und zugleich der 50. und letzte Dechant der Grafschaft Glatz seit der ersten Erwähnung dieses Amtes im 13. Jahrhundert.
Seiner Glatzer Heimat blieb Prälat Franz Jung stets eng verbunden. Er nimmt weiterhin regen Anteil an der Arbeit der Stiftung Kulturwerk Schlesien.

## Publikationen
- Priester- und Schwesternschematismus für die Grafschaft Glatz, 1985[1][7]
- Heft über den Wallfahrtsort Albendorf, 1988[4]
- Sie gehören zu uns – Totengedenkbuch III der Grafschaft Glatz für den Grafschafter Klerus, Münster [Selbstverl. d. Hrsg.], 1989[4]
- Die Kirchengeschichte der Grafschaft Glatz von 1840–1940, in: Arno Herzig (Hrsg.): Glaciographia Nova. Festschrift für Dieter Pohl, Hamburg 2004, S. 250–264[1]
- Auf dem Weg durch die Jahrhunderte. Beiträge zur Kirchengeschichte der Grafschaft Glatz, Münster [Visitatur der Grafschaft Glatz], 2005, ISBN 978-3-00-015240-5.
- Die Großdechanten der Grafschaft Glatz, Sonderdruck (Hrsg.), Münster 2010
- Gerhard Hirschfelder – ein Seliger für unsere Zeit Hoffnungsträger – Mutmacher – Brückenbauer (mit anderen), Münster Dialogverlag, 2011, ISBN 978-3-941462-57-1[1]

## Auszeichnungen und Ehrungen
- 1984: Päpstlicher Hausprälat
- 1990: Apostolischer Protonotar
- 2001: Bundesverdienstkreuz am Bande der Bundesrepublik Deutschland
- 2009: Schlesierschild der Landsmannschaft Schlesien in Hannover
- 2016: Ehrenplakette des Bundes der Vertriebenen[10][11]
- 2018: Złota Odznaka Honorowa Zasłużony dla Województwa Dolnośląskiego [Goldenes Ehrenzeichen für Verdienste für Niederschlesien][12][13]

## Schriften
- Leo Christoph. In: Biographisch-Bibliographisches Kirchenlexikon (BBKL). Band 22, Bautz, Nordhausen 2003, ISBN 3-88309-133-2, Sp. 194–201 (Artikel/Artikelanfang im Internet-Archive).